# 장위 (외교관)
장위(중국어: 姜瑜, 병음: Jiāng Yù, 1964년 10월 1일 ~ )는 중화인민공화국의 여성 외교관이다. 베이징 출신이며, 외교전문대학인 국제관계학원을 졸업하였다.
1988년부터 외교부에서 근무하고 있다. 뉴욕·홍콩에서 근무한 경력이 있으며, 2006년부터 2012년까지 신문사(新聞司)부국장 겸 외교부 대변인을 역임했다. 외교부 대변인 재직 시절에는 중화인민공화국 외교부의 3명의 대변인 중 하나로, '중국의 입'으로 불리며 껄끄러운 사안에 대한 외신들의 공세를 적절하게 맞받아쳐 차세대 중국 외교를 이끌 적임자로 평가받았다. 특히 티베트, 타이완 문제에 대해서는 중화인민공화국 정부의 입장을 고수했고, 연평도 포격 사건 등의 사안에 대해서는 대한민국의 자제를 촉구하고 6자회담을 우선해야 한다고 하는 등 원론적인 입장만 표명했다.